# Конь ветра

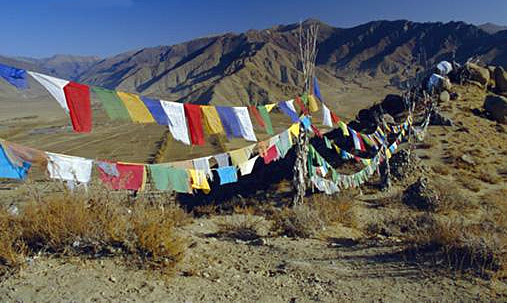
Молитвенные флаги в Непале

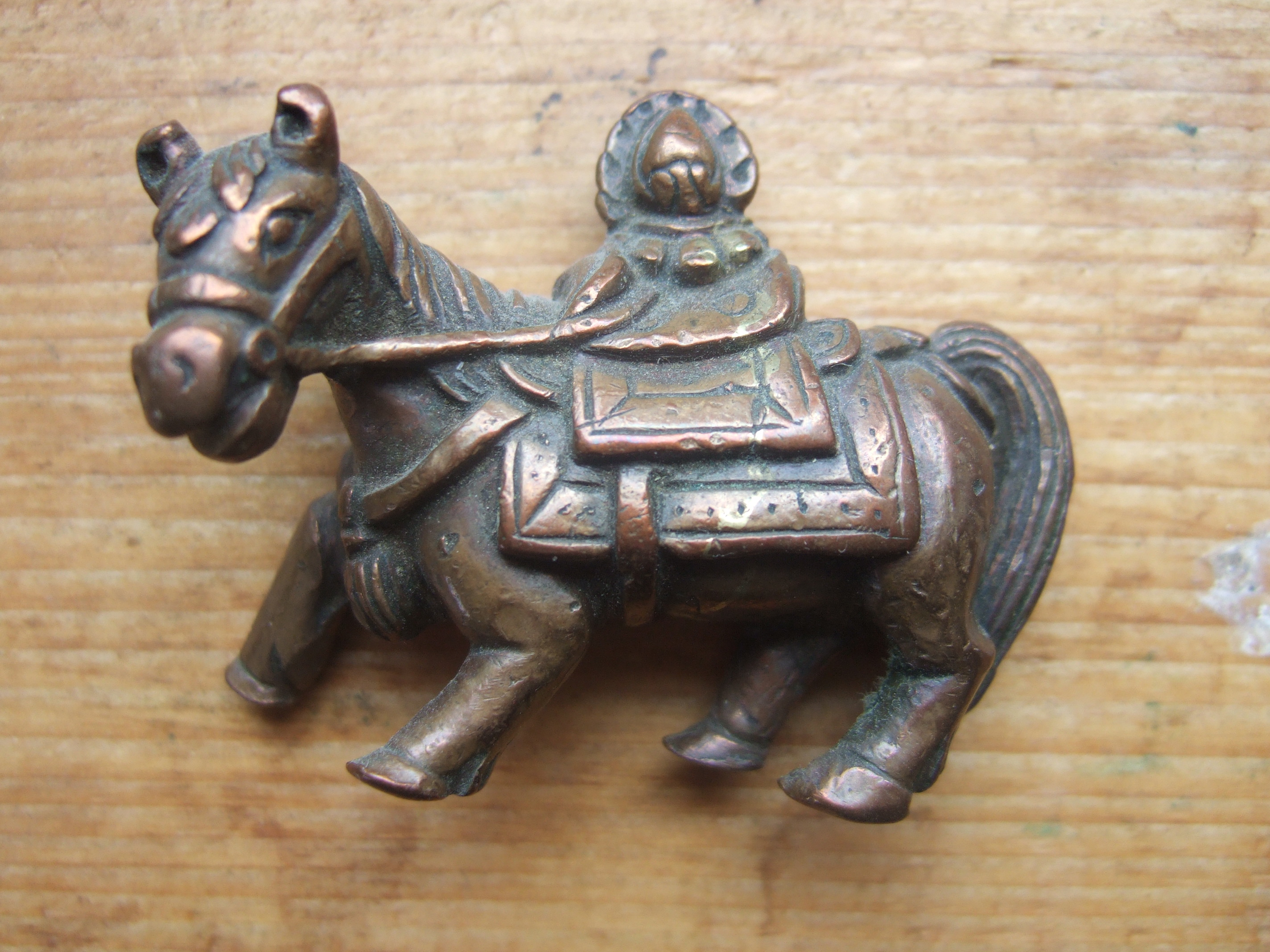
Тибетская бронзовая статуя Коня ветра

Конь Ветра на гербе Монголии

Конь ветра, Лунгта (Вайли: rlung rta, монг. хий морь, бур. хии морин) — символ в тибетском буддизме в виде коня, несущего на спине чинтамани, то есть драгоценность, исполняющую желания, и приносящую благополучие. Обозначает также жизненную силу человека. Конь ветра изображается на тибетских молитвенных флагах, называемых лунгта. Используется в геральдике.

## В тибетской культуре
В тибетской культуре символом жизненной силы является конь, несущий на спине драгоценность. Конь ветра считается защитной силой человека. Тибетцы верят, что если конь ветра у человека стоит высоко, то в делах он будет иметь успех, в жизни благополучие, будет здоровым и счастливым. Для этого тибетцы на высоком месте, например, на крыше дома вывешивают прямоугольные флажки с изображением коня ветра в центре. По углам флажка обычно изображены: тигр — символ элемента Воздух; Снежный лев — символ элемента Земли; Гаруда — символ элемента Огня; дракон — символ элемента Воды.

## В геральдике
На гербе Монголии изображён конь с крыльями, имеющий сходство с конём ветра (монг. хий морь), являющимся символом энергии и духа.